# Тируванмиюр

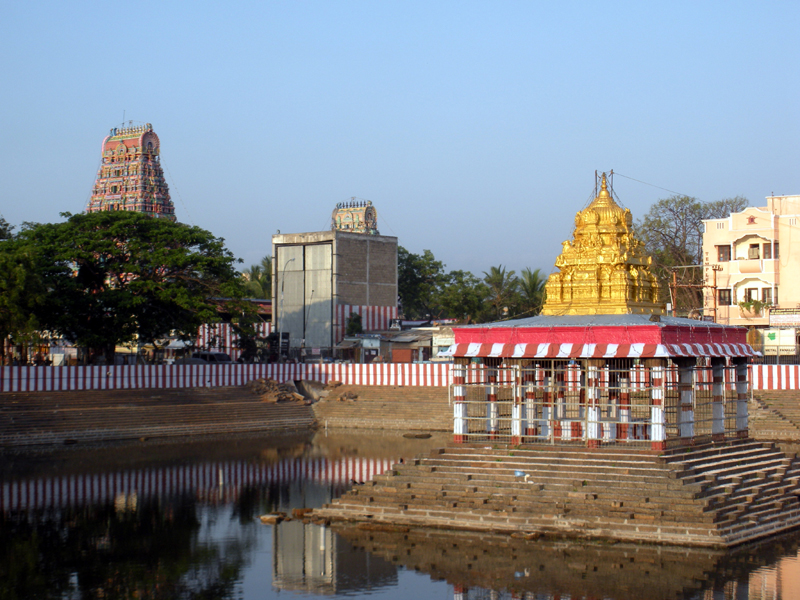
Храм Марундишварар в Тируванмире

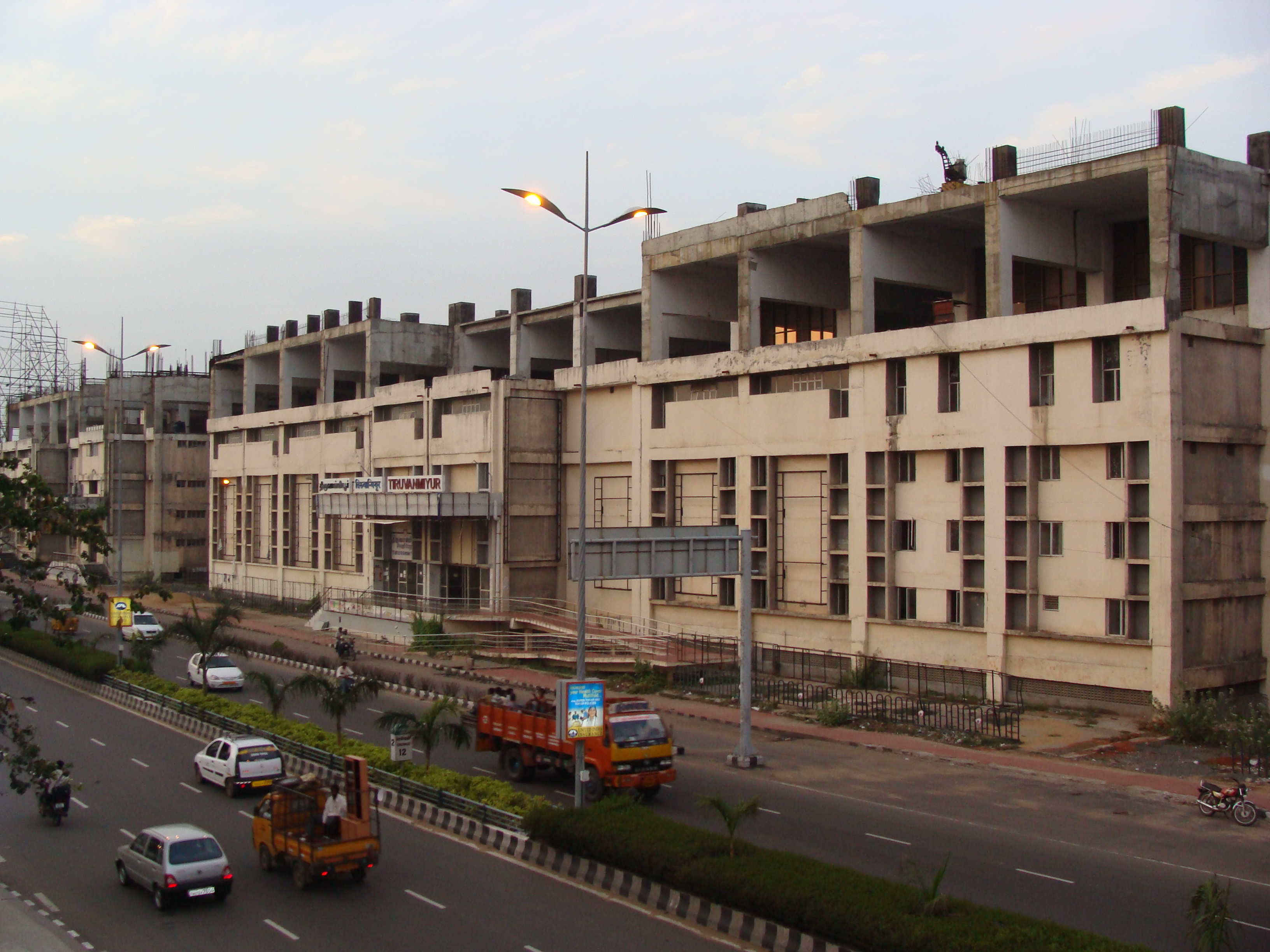
Строящаяся железнодорожная станция в Тируванмиюре

Тируванмиюр (там. திருவான்மியூர், англ. Thiruvanmiyur; координаты: 12°59′08″ с. ш. 80°15′41″ в. д.) — крупный жилой район в южной части города Ченнаи, Тамилнад, Индия. Получил своё название от деревни, которая ранее располагалась на этом месте и вошла в состав Ченнаи по мере того, как город разрастался.
Тируванмиюр означает «месторасположение храма Вальмики». По легенде мудрец Вальмики, который написал Рамаяну, посетил это место, чтобы поклониться Шиве в храме Марундишварар и получить благословение. В память об этом недалеко от храма Шивы был построен храм Вальмики.
В Тируванмиюре расположена театральная академия Калакшетра, занимающаяся сохранением, обучением и развитием индийской культуры и изобразительного искусства.
Пляж Тируванмиюра является популярным местом для прогулок среди местных жителей. В 2015 году эта территория была благоустроена силами добровольцев. Пляж является одним из самых чистых в городе, уборка территории проходит по два-четыре раза в день.
Вместе с тем жители районы последние годы страдают от разлива сточных вод и загрязнения водопроводной воды.
Район пережил всплеск экономики со строительством первого в Ченнаи технологичного офисного помещения, Тидель-парка в соседнем Тарамани. Последующий рост нескольких компании из сферы информационных технологий, исследовательских центров и офисов вокруг Тидель-Парка оказался удачным для района, поскольку работники этих офисов предпочитали селиться в Тируванмиюре.
В 1980-х в Тируванмиюре были убиты девять девочек-подростков. Убийца, известный как Авто Шанкар был казнён в 1995 году.